# Tampa Bay Mutiny
Tampa Bay Mutiny a fost un club profesionist de fotbal,  cu sediul în Tampa, Florida. Acesta a fost printre membrii fondatori ai Major League Soccer (MLS) și a jucat din 1996 până în 2001. Au jucat meciurile de acasă pe Tampa Stadium și apoi la Stadionul Raymond James.
Mutiny a fost înființată în 1994 și a fost deținut și operat de către MLS în întreaga lor existență. Ei au avut succes în primii ani, câștigand primul MLS Supporters' Shield cu ajutorul lui Carlos Valderrama și al atacantului Roy Lassiter, ale cărui 27 de goluri din 1996 este încă record MLS. Cu toate acestea, echipa a atras venituri mici și puțini spectatori și nu a putut găsi un proprietar local care să preia operațiunile de la ligă. În 2002, MLS a desființat Mutiny la fel ca și celaltă echipa din Florida, Miami Fusion.

## Onoruri

### Echipa
- MLS Supporters' Shield:

1996
- Semi-Finale:

1996
- Conferința de Est (Câștigător sezon regulat):

1996
- Cupa Puerto Rico

2000

### Antrenori și Conducere
- MLS Antrenorul Anului:

1996 Thomas Rongen
- MLS Președintele Anului:

1999 Nick Sakiewicz
- MLS Directorul Executiv al Anului: (2)

1996 Eddie Austin
2001 Eddie Austin

## Antrenori principali
- Thomas Rongen (1996)
- John Kowalski (1997-98)
- Tim Hankinson (1998-00)
- Alfonso Mondelo (2001)
- Perry Van der Beck (2001)

## Recorduri echipă
- Jocuri:  Steve Ralston (177)
- Goluri:  Roy Lassiter (37)
- Pase de gol:  Carlos Valderrama (81)
- Meciuri fără gol primit:  Scott Garlick (11)

## Stadioane
- Tampa Stadium (1996-1998)
- Raymond James Stadium (1999-2001)

## An-de-an
| An    | Sezonul regulat                         | Playoff                                                                           | US Open Cup        | Medie spectatori (Sezonul Regulat) | Medie spectatori (Playoff) |
| ----- | --------------------------------------- | --------------------------------------------------------------------------------- | ------------------ | ---------------------------------- | -------------------------- |
| 1996  | 1, Est (20-12)*                         | A câștigat semifinala conferinței (Columbus 2-1) A pierdut finala (DC United 0-2) | Sferturi de finală | 11,679                             | 11,174                     |
| 1997  | A 2-a, Est (17-15)                      | A pierdut în semifinale (Columbus 0-2)                                            | Sferturi de finală | 11,333                             | 8,272                      |
| 1998  | 5, Est (12-20)                          | nu s-a calificat                                                                  | Sferturi de finală | 10,312                             | –                          |
| 1999  | A 3-a, Est (14-18)                      | A pierdut în semifinale (Columbus 0-2)                                            | Sferturi de finală | 13,106                             | 14,392                     |
| 2000  | 2, Central (16-12-4)                    | A pierdut în sferturi (Los Angeles 0-2)                                           | Runda a 16         | 9,452                              | 5,583                      |
| 2001  | 4, Centrală (4-21-2)                    | nu s-a calificat                                                                  | Runda de 32        | 10,479                             | –                          |
| Total | 83 Victorii – 98 Înfrângeri – 6 Egaluri | Record Playoff-ul (2 victorii – 9 pierderi)                                       | Record general     | 85-107-6 (.475)                    |                            |

* A câștigat MLS Supporters' Shield